# 大和証券杯ネット囲碁オープン
大和証券杯ネット囲碁オープン（だいわしょうけんはいネットいごオープン）は、2006年から2013年まで開催されていた囲碁の棋戦。
本記事では、2007年から2010年まで開催された大和証券杯ネット囲碁レディース、2008年から2011年まで開催された大和証券杯ネット囲碁グランドチャンピオン戦についても併せて説明する。

## 概要
日本棋院主催、大和証券グループ協賛。ネット対局場の幽玄の間で対局を行うネット棋戦であり、棋士は自宅や所属する本部（東京本院・中部総本部・関西総本部・関西棋院のいずれか）から対局する。いずれの棋戦も創設より非公式棋戦だったが、オープンの第8回は公式棋戦として開催された。決勝戦では大盤解説などのイベントが行われる。持ち時間が30分以下やNHK杯方式（持ち時間なし、30秒の秒読みと1分の考慮時間10回）に設定されている早碁棋戦である。コミ6目半。
2011年は、東日本大震災による被害に鑑み、第5回レディースや第5回グランドチャンピオンを開催せずオープンのみとした。第4回グランドチャンピオンは2011年3月26日の決勝は行ったが、大盤解説会は中止した。

## 大会の仕組み

### 大和証券杯ネット囲碁オープン
2006年から2013年まで行われた。第7回までは出場できたのは日本棋院所属棋士のみである。賞金は第1回が優勝者150万円・準優勝者50万円・ベスト4敗退15万円。第2回から第6回は優勝者300万円・準優勝者100万円・ベスト4敗退50万円。第7回と第8回は優勝者500万円・準優勝者200万円・ベスト4敗退75万円。
- 第1回は2006年9月から10月にかけて行われた。

八大棋戦（七大棋戦と富士通杯）のタイトル保持者と、前年の八大棋戦賞金ランキング上位者、幽玄の間プロ棋士ランキング戦の上位者に出場資格が与えられた。タイトル保持者は本戦はシードとなり、本戦リーグを勝ち上がった棋士を含めた決勝トーナメントで優勝者を決定する。持ち時間は本戦リーグが5分＋30秒の秒読み5回 、決勝トーナメントは5分＋30秒の秒読み10回。
- 第2回は2006年12月から2007年3月にかけて行われた。

八大棋戦タイトル保持者は同じく本戦シード。まず前回の本戦リーグ敗退棋士と、前年の八大棋戦賞金ランキングの上位者、幽玄の間プロ棋士ランキング戦の上位者による「入れ替え戦」を行う。その勝者と第1回大会で決勝トーナメント敗退の棋士で本戦リーグを行い、その勝ち上がり者とタイトル保持者で決勝トーナメントを行う。持ち時間は本戦リーグが20分＋30秒の秒読み3回、決勝トーナメントは30分＋30秒の秒読み3回。
- 第3回は2007年8月から12月にかけて行われた。

前回決勝に進出していた棋士は予選トーナメントはシード。前回の本戦リーグ敗退棋士と、前年の八大棋戦賞金ランキング上位者、幽玄の間プロ棋士ランキング戦の上位者で予選トーナメントを行う。その勝ち上がり者とシードの棋士で本戦トーナメントを行い、優勝者を決定する。持ち時間は全対局NHK杯方式。
- 第4回は2008年5月から12月にかけて行われた。

前年の八大棋戦賞金ランキング上位者による予選トーナメントを行ったのち、前回優勝者や八大棋戦タイトル保持者らのシードの棋士8名を含めた本戦トーナメントを行う。持ち時間は全対局NHK杯方式。今大会のみ、予選は市ヶ谷本院で碁盤を用いて行われた。
- 第5回は2009年6月から12月にかけて行われた。

予選も幽玄の間で行うほかは前回と同じ形式で行われた。
- 第6回は2010年6月から12月にかけて、前回と同じ方式で行われた[6]。
- 第7回は2011年5月から2012年3月にかけて、前回とおおむね同じ方式で行われた。

ただし、予選トーナメントの出場枠が大きく増え、第4回レディースのベスト4の棋士と女流タイトルの保持者、第4回アマチュア選手権覇王戦の優勝者の出場枠も追加された。
- 第8回は2012年6月から2013年3月にかけて、公式棋戦として開催された。

方式は前回とおおむね同じであるが、関西棋院所属棋士の出場枠が追加された。
ネット対局をどこから行うかは指定されているが、開催回によって指定が異なる。
大盤解説のある決勝戦は対局を行う場所を別途指定される。
| 回 | 本戦リーグ               | 決勝トーナメント （決勝戦を除く） | 脚注 |
| -- | ------------------------ | --------------------------------- | ---- |
| 1  | 自宅                     | 自宅                              | [1]  |
| 2  | 自宅                     | 自宅                              | [2]  |
| 回 | 予選トーナメント         | 本戦トーナメント （決勝戦を除く） | 脚注 |
| 3  | 自宅                     | 自宅                              | [3]  |
| 4  | 市ヶ谷本院（碁盤を使用） | 所属本部                          | [4]  |
| 5  | 所属本部                 | 自宅または所属本部                | [5]  |
| 6  | 所属本部                 | 自宅または所属本部                | [6]  |
| 7  | 所属本部                 | 自宅または所属本部                | [7]  |
| 8  | 所属本部                 | 所属本部                          | [8]  |

### 大和証券杯ネット囲碁レディース
第2回オープンの終了後にあたる2007年4月から第1回が開催された。非公式の女流棋戦。持ち時間は全対局がNHK杯方式で行われるほか、対局を行う場所などの規定はオープンに準じる。賞金は優勝者100万円、準優勝50万円、ベスト４敗退20万円。
女流タイトルの保持者と前回ベスト4以上の棋士（第2回以降）はシード。前年の八大棋戦賞金ランキング上位者に予選の出場権が与えられ、一番勝負での予選を行う。一番勝負で勝利した棋士とシード棋士でトーナメントを行い、優勝者を決定する。
2010年の第4回まで行われた。

### 大和証券杯ネット囲碁グランドチャンピオン戦
過去大会の成績優秀者によるトーナメントとして、第3回オープンの終了後にあたる2008年3月から第1回が開催された。非公式棋戦。持ち時間は全対局がNHK杯方式。決勝戦以外は所属する本院で操作を行う。賞金は優勝者400万円、準優勝者150万円、ベスト4敗退75万円。
第1回は、過去のオープン各回ベスト4、レディース上位2名、アマ選手権覇王戦の優勝者の12名によるトーナメント。
第2回からは、直近のグランドチャンピオン戦優勝者、オープンベスト4、レディース上位2名、アマ選手権優勝者でのトーナメント。
2011年の第4回まで行われた。

### 大和証券杯ネット囲碁アマチュア選手権
幽玄の間の有料会員を対象としたアマチュア棋戦。棋力別に25のクラスが設けられ、その中でトーナメントを行い優勝者を決定する。
最高クラスの優勝者には「覇王」の称号が授けられ、オープンやグランドチャンピオン戦への出場権が与えられた。

## 歴代優勝者と決勝戦

### オープン
（左が優勝者）
1. 2006年 高尾紳路 - 張栩
2. 2007年上期 王銘琬 - 依田紀基
3. 2007年下期 高尾紳路 - 井山裕太
4. 2008年 河野臨 - 小林光一
5. 2009年 河野臨 - 井山裕太
6. 2010年 井山裕太 - 張栩
7. 2012年 井山裕太 - 趙治勲
8. 2013年 結城聡 - 高尾紳路

### レディース
1. 2007年 小林泉美 - 加藤啓子
2. 2008年 謝依旻 - 小林泉美
3. 2009年 謝依旻 - 小林泉美
4. 2010年 万波佳奈 - 奥田あや

### グランドチャンピオン戦
1. 2008年 井山裕太 - 張栩
2. 2009年 井山裕太 - 首藤瞬
3. 2010年 高尾紳路 - 河野臨
4. 2011年 高尾紳路 - 張栩